# David Otto Francke

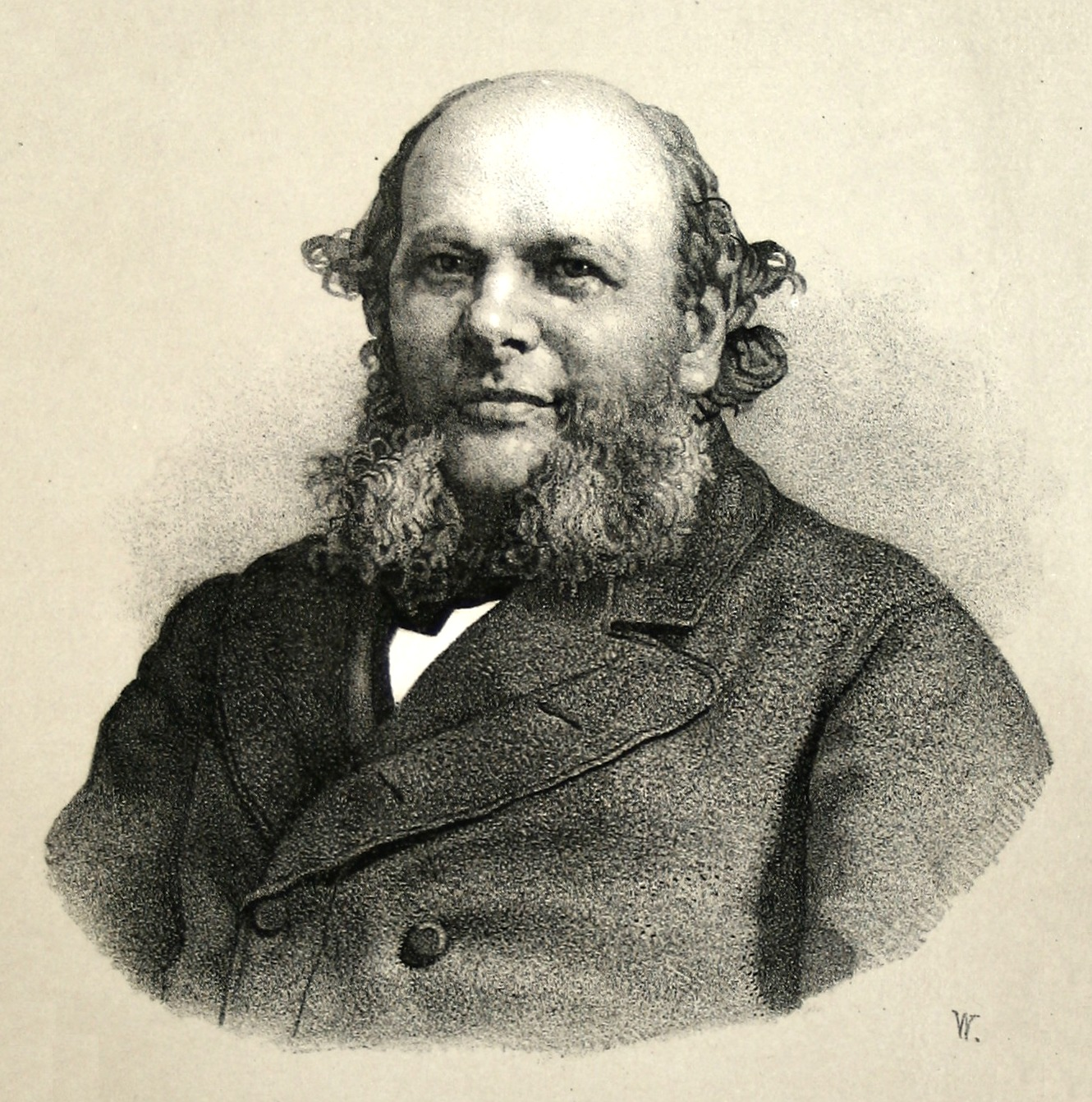
David Otto Francke.

David Otto Francke, född 26 september 1825 i Kristine församling i Göteborg, död 2 januari 1892 i Fässbergs församling i Göteborgs och Bohus län, var en svensk affärs- och industriman. Han var bror till Edward Francke.
David Otto Francke var elev vid Göteborgs handelsinstitut från 1839 till 1841. År 1848 fick han burskap i Göteborg, och hade tillsammans med sin blivande svåger Hans Henrik Beckman firman Francke, Beckman & Co mellan 1849 och 1850. I Mölndal blev Francke tidigt en av de mest dominerande gestalterna, "Mölndalskungen".
David Otto Francke köpte 1848 Rosendahls spinneri och färgeri i Mölndal, som inom kort eldhärjades. Därefter byggde han upp ett sockerraffinaderi på dess plats, som började sin verksamhet 1849. Dess produktion överträffades endast av D. Carnegie & Co:s sockerbruk. År 1854 bygga ett nytt bomullsspinneri, som började sin verksamhet 1856. År 1856 övertogs samtliga av Rosendahls Fabrikers AB med Francke som disponent. I denna roll verkade han fram till 1879 (till dess konkurs). Han var disponent även för Korndals Fabrikers AB från 1880 till 1891; dess pappersbruk hade sedan 1855 den största tillverkningen i Sverige och producerade 1870 nästan hälften av Sveriges papper. Genom att associera sig med en annan stor delägare och köpa en stor post så kallade fjärdeparter i Stora Kopparbergs bergslags AB  lyckades han oförmodat bli vald till ordförande för bolaget på bolagsstämman i Falun 1873. De två kompanjonerna kunde sedan genomdriva viktiga förändringar av Bergslagets ledning.
År 1857 köptes ön Önan i Trollhättefallen, där Francke grundade den första mekaniska trämassefabriken i Skandinavien.
Under den stora internationella handelskrisen 1857 var han en av de sexton personer som Göteborgs växelbolag. Han var även verksam inom kommunalpolitiken. Det var han som tog initiativet till Viktor Rydbergs inval i riksdagen. År 1879 kom katastrofen: Francke måste begära sig själv i konkurs och lämna sin position i Göteborgs stadsfullmäktige. Rosendahlsverken övertogs av Korndals Fabriker med Francke som disponent. Snart blev skuldbelastningen besvärande även för detta företag, och vid Franckes plötsliga död måste detta och hans eget bo försättas i konkurs. Marcus Wallenberg som hade stora fordringar åtog sig avveckligen av konkursen, inropade fabrikerna 1893 och bildade AB Papyrus och Götafors AB.